# Fonts (Ardecha)
Fons és un municipi francès situat al departament de l'Ardecha i a la regió d'Alvèrnia-Roine-Alps. L'any 2007 tenia 291 habitants.

## Demografia

### Població
El 2007 la població de fet de Fons era de 291 persones. Hi havia 113 famílies de les quals 25 eren unipersonals (25 dones vivint soles i 25 dones vivint soles), 21 parelles sense fills, 54 parelles amb fills i 13 famílies monoparentals amb fills.
La població ha evolucionat segons el següent gràfic:
Habitants censats

### Habitatges
El 2007 hi havia 146 habitatges, 113 eren l'habitatge principal de la família, 23 eren segones residències i 10 estaven desocupats. 142 eren cases i 4 eren apartaments. Dels 113 habitatges principals, 92 estaven ocupats pels seus propietaris, 20 estaven llogats i ocupats pels llogaters i 1 estava cedit a títol gratuït; 1 tenia una cambra, 2 en tenien dues, 11 en tenien tres, 39 en tenien quatre i 59 en tenien cinc o més. 94 habitatges disposaven pel capbaix d'una plaça de pàrquing. A 32 habitatges hi havia un automòbil i a 73 n'hi havia dos o més.

### Piràmide de població
La piràmide de població per edats i sexe el 2009 era:
| Homes | Edats   | Dones |
| ----- | ------- | ----- |
| 0     | 95 o +  | 0     |
| 0     | 90 a 94 | 0     |
| 0     | 85 a 89 | 0     |
| 0     | 80 a 84 | 4     |
| 12    | 75 a 79 | 4     |
| 0     | 70 a 74 | 4     |
| 8     | 65 a 69 | 4     |
| 4     | 60 a 64 | 4     |
| 4     | 55 a 59 | 4     |
| 0     | 50 a 54 | 8     |
| 20    | 45 a 49 | 16    |
| 12    | 40 a 44 | 8     |
| 8     | 35 a 39 | 12    |
| 16    | 30 a 34 | 8     |
| 4     | 25 a 29 | 12    |
| 0     | 20 a 24 | 0     |
| 12    | 15 a 19 | 8     |
| 4     | 10 a 14 | 8     |
| 8     | 5 a 9   | 8     |
| 24    | 0 a 4   | 4     |

## Economia
El 2007 la població en edat de treballar era de 193 persones, 147 eren actives i 46 eren inactives. De les 147 persones actives 129 estaven ocupades (69 homes i 60 dones) i 17 estaven aturades (7 homes i 10 dones). De les 46 persones inactives 14 estaven jubilades, 18 estaven estudiant i 14 estaven classificades com a «altres inactius».

### Ingressos
El 2009 a Fons hi havia 125 unitats fiscals que integraven 327 persones, la mediana anual d'ingressos fiscals per persona era de 18.593 €.

### Activitats econòmiques
Dels 10 establiments que hi havia el 2007, 4 eren d'empreses de construcció, 3 d'empreses de comerç i reparació d'automòbils, 1 d'una entitat de l'administració pública i 2 d'empreses classificades com a «altres activitats de serveis».
Dels 6 establiments de servei als particulars que hi havia el 2009, 3 eren paletes, 1 fusteria i 2 perruqueries.
L'any 2000 a Fons hi havia 3 explotacions agrícoles.

## Poblacions més properes
El següent diagrama mostra les poblacions més properes.